# Lhéry

Lhéry este o comună în departamentul Marne, Franța. În 2009 avea o populație de 80 de locuitori.